# يمام خمري اللون
اليمام الخمري اللون (الاسم العلمي: Streptopelia vinacea)، طيور من فصيلة الحمامية تعيش على نطاق واسع عبر منطقة الساحل الأفريقي والسودان.